# Памятник Богдану Хмельницкому (Мелитополь)
Памятник Богдану Хмельницкому в Мелитополе — скульптура Богдана Хмельницкого, установленная в Мелитополе на одноимённом проспекте и считающаяся одной из визитных карточек города. Установлен в начале проспекта Богдана Хмельницкого в 1954 году, перенесён на нынешнее место в 1970 году.

## История

### Строительство памятника
В 1954 году в Мелитополе с большим размахом отмечали 300-летие воссоединения Украины с Россией: давались концерты, организовывались митинги, читались лекции, в краеведческом музее была открыта экспозиция, посвящённая Переяславской раде. На карте города появились проспект Богдана Хмельницкого (до этого часть улицы Воровского и Акимовская улица) и площадь имени 300-летия воссоединения Украины с Россией (теперь безымянная площадка на улице Гетмана Сагайдачного, возле старой автостанции).
Тогда же в городе был воздвигнут и памятник Богдану Хмельницкому. Первоначально памятник был установлен в начале проспекта Богдана Хмельницкого, напротив кинотеатра «Украина».
Автором памятника считается Л. Шарафутдинов из Львовского худфонда. Но в 1975 году Львовский художественный фонд дал официальный ответ, что фонд работ в Мелитополе никогда не выполнял, а скульптор с такой фамилией в нём никогда не состоял.

### Перенос памятника
Проспект Богдана Хмельницкого соединялся с улицей Гетмана Сагайдачного (тогда — Фрунзе) крутым поворотом-спуском, и в этом месте случалось особенно много аварий. В начале 1970-х годов было решено реорганизовать эту транспортную развязку, расширив проезжую часть и выровняв перепады высот. Памятник, имевший неравномерную осадку, к тому же оказывался на месте будущей проезжей части, и встал вопрос о его переносе. Новое место для памятника было выбрано на перекрёстке проспекта Богдана Хмельницкого с улицей Вакуленчука. Пятиэтажные дома, удаляясь от проспекта, образовывали там небольшую площадь. Со временем планировали снести соседние частные дома и построить на их месте дворец культуры моторного завода. Скульптуру Богдана Хмельницкого планировалось обшить медью. Особое значение придавалось тому, что памятник по-прежнему оставался на проспекте Богдана Хмельницкого.
Постамент памятника был немного увеличен, чтобы скульптура не казалась слишком маленькой на фоне многоэтажных зданий. Скульптуру, состоящую из 6 железобетонных блоков, перевезли под руководством того же специалиста, который устанавливал её в 1954 году.
Дворец культуры рядом с памятником так никогда и не был построен. Идея покрыть памятник медью также не была реализована.